# Multrå kyrka
Multrå kyrka är en kyrkobyggnad i Multrå. Den är församlingskyrka i Multrå och Sånga församling i Härnösands stift.

## Kyrkobyggnaden
Redan under medeltiden fanns en kyrka i Multrå socken. Troligen var det en träkyrka som uppfördes på 1200-talet. Enligt en gammal sägen ersattes träkyrkan på 1400-talet av en stenkyrka som byggdes av fem grannar. Åren 1768 till 1775 utvidgades den medeltida stenkyrkan och blev dubbelt så stor. En fristående klockstapel byggdes till.
Under början av 1800-talet räckte inte heller den kyrkan till. Man planerade då att bygga en gemensam kyrka med Sollefteå, men till slut lät man bygga en egen kyrka i Multrå.
Åren 1863 till 1867 uppfördes nuvarande stenkyrka i nyklassicistisk stil och fick kyrktorn och vitputsade murar. 27 juni 1869 invigdes kyrkan som rymde 480 personer. Gamla kyrkan byggdes om till sakristia.

## Inventarier
- Predikstolen tillverkades 1864 i vitt och guld av Hans Jakob Sundström.
- Altaruppsatsen tillverkades 1769 av Johan Edler d.ä. och är kyrkans förnämsta utsmyckning.
- Ett altarskåp från omkring 1500 och en äldre predikstol från 1600-talet har deponerats på museum i Härnösand.
- Nuvarande dopfunt tillkom 1922.
- Nuvarande orgel och orgelfasad tillkom 1965 och är tillverkade av Grönlunds Orgelbyggeri.
- I kyrktornet finns två klockor där lillklockan härstammar från medeltiden, men göts om 1735.